# Platynus ozarkensis
Platynus ozarkensis är en skalbaggsart som beskrevs av Ivan T. Sanderson. Platynus ozarkensis ingår i släktet Platynus och familjen jordlöpare. Inga underarter finns listade i Catalogue of Life.